# Antoine Augereau
Antoine Augereau (1485 – 24 dicembre 1534) è stato un tipografo francese.
Considerato il maestro di Claude Garamond, venne condannato al rogo come eretico.